# Fiona von Flüe
Fiona von Flüe (* 19. Februar 2008) ist eine Schweizer Leichtathletin, die sich auf den Mittelstreckenlauf spezialisiert hat.

## Sportliche Laufbahn
Erste internationale Erfahrungen sammelte Fiona von Flüe im Jahr 2024, als sie bei den U18-Europameisterschaften in Banská Bystrica in 4:18,03 min den vierten Platz im 1500-Meter-Lauf belegte. Im Jahr darauf siegte sie beim Europäischen Olympischen Jugendfestival (EYOF) in Skopje in 2:03,18 min über 800 Meter und gewann mit der Schweizer Sprintstaffel (1000 Meter) in 2:04,93 min die Silbermedaille.
In den Jahren 2023 und 2024 wurde von Flüe Schweizer Hallenmeisterin im 1500-Meter-Lauf.

## Persönliche Bestleistungen
- 600 Meter: 1:28,67 min, 18. Mai 2023 in Langenthal
  - 600 Meter (Halle): 1:29,64 min, 29. Januar 2023 in Magglingen (europäische U18-Bestleistung)
- 800-Meter-Lauf: 2:02,64 min, 15. Juli 2025 in Luzern
  - 800 Meter (Halle): 2:06,55 min, 23. Februar 2025 in St. Gallen
- 1500 Meter: 4:16,64 min, 25. Mai 2025 in Brüssel
  - 1500 Meter (Halle): 4:20,81 min, 19. Februar 2023 in St. Gallen (Schweizer U18-Rekord)